# Castello di Roccalanzona
Il castello di Roccalanzona era un maniero medievale, i cui resti sorgono su uno sperone di roccia ofiolitica al confine tra la valle del Ceno e la val Dordone, nei pressi di Roccalanzona, frazione di Medesano, in provincia di Parma.

## Storia
Il castello, costruito probabilmente intorno al X secolo, compare per la prima volta in un documento del 1028 dove era elencato fra i possedimenti di Ildegarda, moglie del nobile longobardo Odone, venduti al rettore della chiesa di San Pietro di Paderna; nell'atto si parla di "Rocha Petraluizoni cum portione castro et Capella seu tutti ibi habente", a testimonianza dell'esistenza di un luogo di culto presso il maniero, demolito nel 1739.
Nel 1043 tutte le terre, che comprendevano anche i borghi di Vianino e Viazzano, furono donate al monastero di San Savino di Piacenza.
Successivamente il castello fu a lungo conteso fra i Pallavicino e i Vinciguerra di Varano de' Melegari, sino a che, nel 1418, Giacomo de' Rossi, già vescovo di Verona e arcivescovo dei Napoli, lasciò nel suo testamento una donazione in denaro alle due famiglie rivali affinché il maniero fosse assegnato ai Rossi.
Il castello divenne quindi feudo di Pier Maria I de' Rossi, che lo chiamò "Rocha Leone" con chiaro riferimento al leone rampante, stemma della sua famiglia.
Nel 1464 Pier Maria II Rossi assegnò nel suo testamento il castello di Roccalanzona al figlio Guido che, tuttavia, non ebbe modo di esercitare la sua signoria sul castello. Morto infatti il padre nel 1482 nel pieno del conflitto che vedeva opporsi i Rossi agli Sforza, Guido prese il comando delle guarnigioni rossiane trovandosi però con la maggior parte delle fortezze assediate. Il castello di Roccalanzona subì un primo assalto da parte di Niccolò Pallavicino, alleato degli Sforza; fallito il primo tentativo, seguì quello di Sforza Secondo Sforza, che, fresco vincitore delle difese del vicino castello di Carona, diresse le sue truppe sul castello di Roccalanzona. Lo Sforza tuttavia, nonostante l'impiego di bombarde, non riuscì ad avere la meglio sui difensori e fu quindi costretto a ritirarsi dopo aver incendiato come rappresaglia alcune case del borgo.
In seguito alla definitiva sconfitta di Guido de' Rossi, il castello fece atto di sottomissione al fratello e rivale Bertrando, conte di Berceto, che morì senza eredi nel 1502; i suoi feudi furono ereditati dal nipote Troilo e furono aggregati ai territori dei Rossi di San Secondo.
Nel 1635 il duca di Parma Odoardo I Farnese bandì dallo Stato il marchese Troilo IV de' Rossi e confiscò tutte le sue terre; nel 1657 il fratello Scipione I riuscì con l'aiuto del re Filippo IV di Spagna a convincere il duca Ranuccio II ad annullare il decreto del 1635, a fronte tuttavia di un pesantissimo indebitamento. Nel 1666 il marchese Scipione I de' Rossi fu costretto a cedere Roccalanzona e gli altri feudi appenninici alla Camera ducale di Parma; già allora il castello si trovava in condizioni rovinose, con le mura interne ormai fatiscenti.
Nel 1692 la Camera ducale cedette il maniero alla famiglia Ercolani della Rocca di Senigallia, che però non si occupò mai di restaurarlo, tanto che già nel 1804 era ridotto a pochi ruderi.

## Architettura
Dell'antico castello, raffigurato nel 1463, epoca del suo massimo splendore, da Benedetto Bembo nella Camera d'Oro del castello di Torrechiara, oggi restano soltanto alcuni ruderi sulla cima dello sperone di roccia ofiolitica, in posizione panoramica sulla val Ceno.
In posizione impervia, il maniero aveva originariamente dimensioni ragguardevoli; se ne conservano infatti le rovine sparse su un'area piuttosto vasta. Dal complesso emergono i resti del grande mastio a pianta rettangolare, da cui si allungano le basi delle antiche mura, ricche di feritoie; parzialmente integro è inoltre un ambiente interno coperto da soffitto a volta, affacciato verso l'esterno attraverso una balestriera.